# 通苏嘉甬高速铁路
南通至宁波高速铁路，又称南通至苏州至嘉兴至宁波铁路，即通苏嘉甬铁路，是一条正在建设中的高速铁路，全长309.949千米，连接江苏省南通市和浙江省宁波市，2022年11月30日正式开工，预计2027年开通运营。

## 铁路介绍
20世纪30年代曾在苏州至嘉兴间修建了一条单线铁路苏嘉铁路，后在抗日战争结束前被日军拆毁，后也并未重建，使得上海枢纽的压力一直以来得不到疏解，通苏嘉甬铁路便是百年前苏嘉铁路的替代工程。

浙江段规划选址公示图

通苏嘉甬铁路由中国铁路设计集团有限公司设计，而中国中铁股份有限公司旗下中铁大桥勘测设计院集团有限公司（大桥院）则负责铁路跨海通道的设计。线路全长309.949千米，设计时速350km/h。它是长三角城市群的重要城际通道，长三角城市群“一核五圈四带”城镇体系的重要纽带。
通苏嘉甬铁路南通西至张家港段桥梁工程及沪苏通长江公铁大桥铺砟由盐通高速铁路工程代建；张家港站通苏嘉甬场及相邻区间同步实施工程13.6千米由江苏沪宁沿江高速铁路工程代建。
2018年1月16日，通苏嘉甬铁路南通西至张家港段开工建设。
2021年4月13日，通苏嘉甬铁路环境影响评价第一次公示。9月13日至17日，项目可行性研究报告评审会议在宁波市召开。
2022年6月15日，环境影响评价第二次公示。8月，国家发改委正式批复新建南通至宁波高速铁路可行性研究报告。9月，国家水利部批复通苏嘉甬铁路水土保持方案。9月30日，生态环境部批复新建南通至宁波高速铁路环境影响报告书。10月25日，国铁集团、江苏省人民政府以及浙江省人民政府批复了新建南通至宁波高速铁路初步设计。11月30日，铁路开工建设。
2023年3月10日，南通至宁波高铁杭州湾跨海铁路大桥海上首个桩基开钻，标志着这座世界最长跨海高速铁路桥海上工程正式开工。6月21日，全国最长城市高铁隧道——南通至宁波高铁苏州东隧道进口明挖段基坑开挖，这也是南通至宁波高铁全线开挖的首个基坑；苏州东隧道盾构段全长11.82公里，是我国目前建设标准最高、里程最长的时速350公里高铁城市隧道，被誉为“中国城市高铁第一隧”。

## 线路
沿途车站包括南通西站、张家港站、常熟西站、苏州北站、苏州东站、苏州南站（汾湖站）、嘉兴北站、嘉兴南站、海盐西站、慈溪站、庄桥站、宁波西站。通苏嘉甬铁路对接盐通铁路。

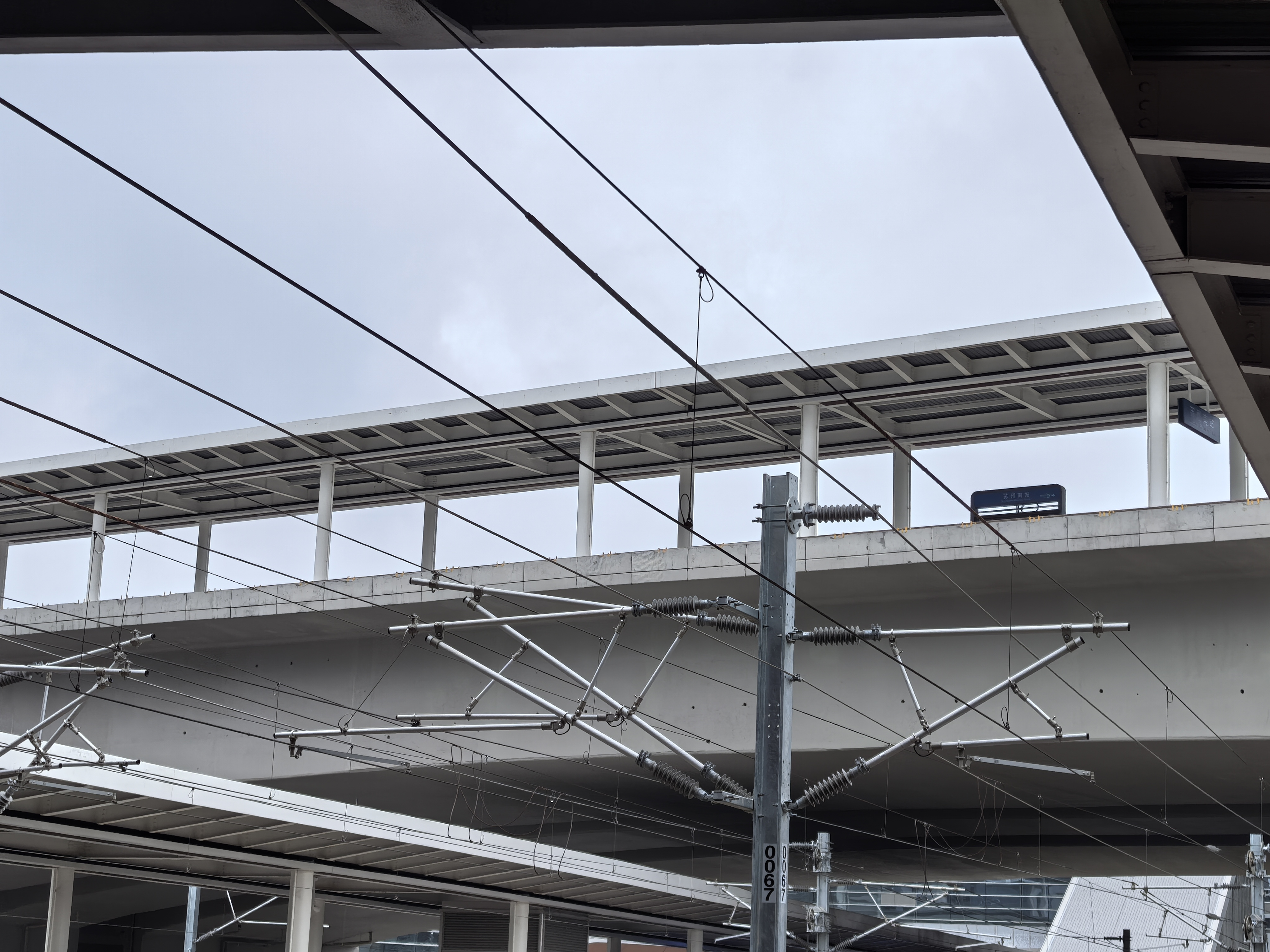
通苏嘉甬铁路在苏州南站的预留站场，

| 通苏嘉甬铁路 |          |              |                        |          |          |                                              |                                     |      |
| 所在区域     | 所在区域 | 所在区域     | 距起点距离             | 车站名称 | 总规模   | 连接铁路线路                                 | 轨道交通换乘                        | 备注 |
| 江苏省       | 南通市   | 通州区       | -                      | 南通西站 | 4台8线   | 沪苏通铁路 盐通高速铁路                      | 南通轨道交通1号线                   |      |
| 江苏省       | 苏州市   | 张家港市     | -                      | 张家港站 | 4台13线  | 沪苏通铁路 沪宁沿江高速铁路                  |                                     |      |
| 江苏省       | 苏州市   | 常熟市       | DK12+950               | 常熟西站 | 2台6线   |                                              |                                     |      |
| 江苏省       | 苏州市   | 相城区       | DK42+025.38            | 苏州北站 | 10台24线 | 京沪高速铁路 如通苏湖城际铁路 苏锡常城际铁路 | 苏州轨道交通2号线                   |      |
| 江苏省       | 苏州市   | 苏州工业园区 |                        | 苏州东站 | 4台9线   | 如通苏湖城际铁路                             | 苏州轨道交通2号线 苏州轨道交通6号线 |      |
| 江苏省       | 苏州市   | 吴江区       | DK89+580               | 苏州南站 | 4台12线  | 沪苏湖铁路 水乡旅游线                        |                                     |      |
| 浙江省       | 嘉兴市   | 嘉善县       | DK103+470              | 嘉兴北站 | 2台4线   |                                              |                                     |      |
| 浙江省       | 嘉兴市   | 南湖区       | DK135+295 沪杭 K81+875 | 嘉兴南站 | 9台24线  | 沪昆高速铁路 沪杭城际铁路 沪乍杭铁路         | 嘉兴有轨电车T1线                    |      |
| 浙江省       | 嘉兴市   | 海盐县       | DK171+770              | 海盐西站 | 2台4线   |                                              |                                     |      |
| 浙江省       | 宁波市   | 慈溪市       | DK219+305              | 慈溪站   | 4台10线  | 余慈城际铁路                                 | 宁波轨道交通10号线                  |      |
| 浙江省       | 宁波市   | 江北区       | 杭深K306+554           | 庄桥站   | 2台8线   | 杭甬客运专线 萧甬铁路 白沙支线               | 宁波轨道交通4号线                   |      |